# Larinopoda simekoa
Larinopoda simekoa är en fjärilsart som beskrevs av Embrik Strand 1914. Larinopoda simekoa ingår i släktet Larinopoda och familjen juvelvingar. Inga underarter finns listade i Catalogue of Life.